# Peggy Michel
Peggy Michel (Santa Monica, 2 de fevereiro de 1949) é uma ex-tenista profissional estadunidense.
Ao lado de Evonne Goolagong, conquistou três Grand Slams em duplas pela WTA.

## Grand Slam finais

### Duplas 4 (3–1)
| Legenda           |   |
| Grand Slam        | 3 |
| WTA Championships | 0 |
| Tier I            | 0 |
| Tier II           | 0 |
| Tier III          | 0 |
| Tier IV & V       | 0 |
| Olimpíadas        | 0 |

| Títulos por Piso |   |
| Duro             | 0 |
| Saibro           | 0 |
| Grama            | 3 |
| Carpete          | 0 |

| Posição | N. | Data            | Torneio                    | Piso  | Parceira         | Oponentes                         | Placar        |
| Vice    | 1. | Julho 5, 1969   | Wimbledon, Inglaterra      | Grama | Patti Hogan      | Margaret Court Judy Tegart Dalton | 7–5, 2–6      |
| Campeã  | 2. | Janeiro 1, 1974 | Australian Open, Austrália | Grama | Evonne Goolagong | Kerry Reid Kerry Harris           | 7–5, 6–3      |
| Campeã  | 3. | Julho 6, 1974   | Wimbledon, Inglaterra      | Grama | Evonne Goolagong | Helen Gourlay Karen Krantzcke     | 2–6, 6–4, 6–3 |
| Campeã  | 4. | Janeiro 1, 1975 | Australian Open, Austrália | Grama | Evonne Goolagong | Margaret Court Olga Morozova      | 7–6, 7–6      |